# Tina Lutz
Tina Lutz (Múnich, 25 de octubre de 1990) es una deportista alemana que compite en vela en las clases Optimist y 49er FX.
Participó en los Juegos Olímpicos de Tokio 2020, obteniendo una medalla de plata en la clase 49er FX (junto con Susann Beucke). Ganó dos medallas de oro en el Campeonato Europeo de 49er, en los años 2017 y 2020. Además, obtuvo una medalla de oro en el Campeonato Mundial de Optimist de 2005.

## Palmarés internacional
| Campeonato Mundial | Campeonato Mundial   | Campeonato Mundial | Campeonato Mundial |
| Año                | Lugar                | Medalla            | Clase              |
| ------------------ | -------------------- | ------------------ | ------------------ |
| 2005               | Sankt Moritz (Suiza) | Medalla de oro     | Optimist           |

| Juegos Olímpicos   | Juegos Olímpicos   | Juegos Olímpicos | Juegos Olímpicos |
| Año                | Lugar              | Medalla          | Clase            |
| ------------------ | ------------------ | ---------------- | ---------------- |
| 2020               | Tokio (Japón)      | Medalla de plata | 49er FX          |
| Campeonato Europeo |                    |                  |                  |
| Año                | Lugar              | Medalla          | Clase            |
| 2017               | Kiel (Alemania)    | Medalla de oro   | 49er FX          |
| 2020               | Attersee (Austria) | Medalla de oro   | 49er FX          |